# Primeira Batalha de Bir el-Gubi
A Primeira Batalha de Bir el-Gubi (em árabe: بئر الغبي, translit. Biʾr al-Ġubbiyy, lit. 'Poço do Terreno Deprimido') ocorreu em 19 de novembro de 1941 perto de Biʾr al-Ġubbiyy, na Líbia. Foi um dos primeiros combates da Operação Crusader no Norte da África e resultou em sucesso para as forças blindadas italianas.

## Antecedentes
Em 15 de novembro de 1941, o General Claude Auchinleck, comandante do Oitavo Exército, lançou a Operação Crusader, com o objetivo de forçar o exército do Eixo na Líbia a levantar o cerco de Tobruk e, se possível, forçar o Eixo a recuar da Cirenaica. O Oitavo Exército era composto pelo XIII Corpo, formado por divisões de infantaria, e pelo XXX Corpo, que incluía a 7ª Divisão Blindada, anteriormente pertencente à Força do Deserto Ocidental e uma das autoras da destruição do Décimo Exército italiano durante a Operação Compass. O plano britânico era contornar as posições ítalo-alemãs no lado sul com a 7ª Divisão Blindada e então atacar as forças do Eixo que sitiavam Tobruk.
Erwin Rommel estava planejando um novo ataque a Tobruk e, portanto, reuniu suas forças no noroeste, entre Tobruk e a fronteira egípcia, perto da costa. A Divisão Ariete recebeu a tarefa de enfrentar o XIII Corpo (no flanco oriental) e defender o entroncamento rodoviário em Bir el-Gubi, de onde foram enviados suprimentos para Bir Hakeim, Giarabub, Sidi Omar, Tobruk e El Adem.

## Prelúdio

### Forças envolvidas
A 132ª Divisão Blindada Italiana "Ariete", sob o comando do General Mario Balotta, incluía o 132º Regimento de Infantaria de Tanques com três batalhões (VII, VIII, IX batalhões de tanques M13/40) equipados com tanques médios M13/40, o 32º Regimento de Infantaria de Tanques com três batalhões de tanques L (I, II, III) equipados com tanques L3/35 obsoletos, o 8º Regimento Bersaglieri com dois batalhões Bersaglieri motorizados (V e XII) e um batalhão de armas de apoio (III), o 132º Regimento de Artilharia "Ariete" com dois grupos de canhões de 75/27mm, uma Bateria da Milícia de Artilharia Camisa Negra (MILMART) com três caminhões de canhões 102/35 e uma seção da 6ª Bateria MILMART com dois caminhões de canhões 102/35. Como o 32º Regimento de Tanques foi destacado para longe e não participaria da batalha com seus tanques L3, as forças italianas envolvidas na batalha seriam cerca de 130 tanques médios M13/40.
As forças da Comunidade Britânica encarregadas de atacar Bir el-Gubi consistiam na 22ª Brigada Blindada Britânica sob o comando do Brigadeiro John Scott-Cockburn, composta pelo 2º Royal Gloucestershire Hussars e pelo 3º e 4º Condado de Londres Yeomanry, uma companhia de infantaria motorizada do 1º Batalhão do King's Royal Rifle Corps, uma bateria do 4º Regimento de Artilharia Real a Cavalo com oito canhões e obuses de 25 libras, uma seção antitanque com canhões antitanque Ordnance QF de 2 libras, uma bateria antiaérea leve com canhões Bofors de 40mm e o 11º Hussardos como força de reconhecimento. As forças da Comunidade envolvidas no ataque tinham 150 tanques Crusader e vários carros blindados.

## Batalha
Em 15 de novembro, a Divisão Ariete, enfrentando o XXX Corpo no flanco leste, foi redistribuída para o flanco sul, pois concentrações de forças britânicas (a 7ª Divisão Blindada) foram detectadas perto do Forte Maddalena. A defesa foi então reorganizada em uma linha de fortalezas mantidas por Bersaglieri, apoiadas diretamente por canhões de 47/32mm e morteiros 82mm, e indiretamente apoiados pelos baterias de 75/27mm. Os trabalhos de fortificação começaram imediatamente e continuaram até o meio-dia de 18 de novembro.
A 7ª Divisão Blindada foi dividida em três brigadas blindadas, a 4ª, 7ª e 22ª Brigadas Blindadas (esta última tendo sido destacada da 1ª Divisão Blindada). O 4º seguiu diretamente para o norte a partir de suas bases, a fim de apoiar o avanço do XXX Corpo, enquanto o 7º seguiu para Sidi Rezegh (onde estavam as bases aéreas do Eixo) e o 22º (no flanco esquerdo do 7º) seguiu para Bir el-Gubi, com o objetivo de repelir a Divisão Ariete e então atacar a 21ª Divisão Panzer pela retaguarda. A 22ª Brigada Blindada foi precedida pelos carros blindados do 11º Regimento de Hussardos, empregados como força de reconhecimento.

### 18 de novembro
Às 14:00 do dia 18 de novembro, os carros blindados britânicos (Esquadrão B dos 11º Hussardos) foram avistados a cerca de 10km a sudeste de Bir el-Gubi por um pelotão de M13/40, que os cercou e abriu fogo. Os carros blindados, por terem maior velocidade, desengajavam-se facilmente e rompiam o contato. A escuridão que se aproximava impediu que uma seção da Artilharia Real Montada se aproximasse para permitir que os carros blindados continuassem o reconhecimento. Aviões britânicos bombardearam a maior parte do Ariete, ferindo alguns homens e destruindo um trator do 132º Regimento de Artilharia. Ao saber da presença britânica, Balotta ordenou que sua divisão assumisse uma formação defensiva. A linha de frente mantida pelos Bersaglieri foi encurtada, e os cinco caminhões de canhões da MILMART foram mobilizados ao norte de Bir el-Gubi; o 132º Regimento de Tanques foi mobilizado seis quilômetros a noroeste de Bir el-Gubi, a fim de repelir potenciais contra-ataques e cobrir a estrada para El Adem. Os 3º, 5º e 12º Batalhões Bersaglieri mantiveram a linha defensiva.

### 19 de novembro
Na manhã de 19 de novembro, a 22ª Brigada Blindada avançou em direção a Bir el-Gubi, novamente precedida por carros blindados do 11º Hussardos. A 3ª Companhia do VII Batalhão de Tanques (tanques M13/40), apoiada por uma seção de canhões 75/27, contra-atacou e forçou os carros blindados a recuarem. Os tanques italianos, no entanto, estavam descobertos em seu flanco direito; o fogo de 25 libras da Artilharia Real Montada os impediu de avançar, e eles foram contornados e atacados pela retaguarda pelos Crusaders do Esquadrão H/2, Royal Gloucestershire Hussars. Enquanto os tanques italianos destruíram 8 Crusaders,  os italianos perderam três M13/40 (e vários homens, incluindo três oficiais) na luta e então recuaram para suas linhas, junto com a seção de artilharia.

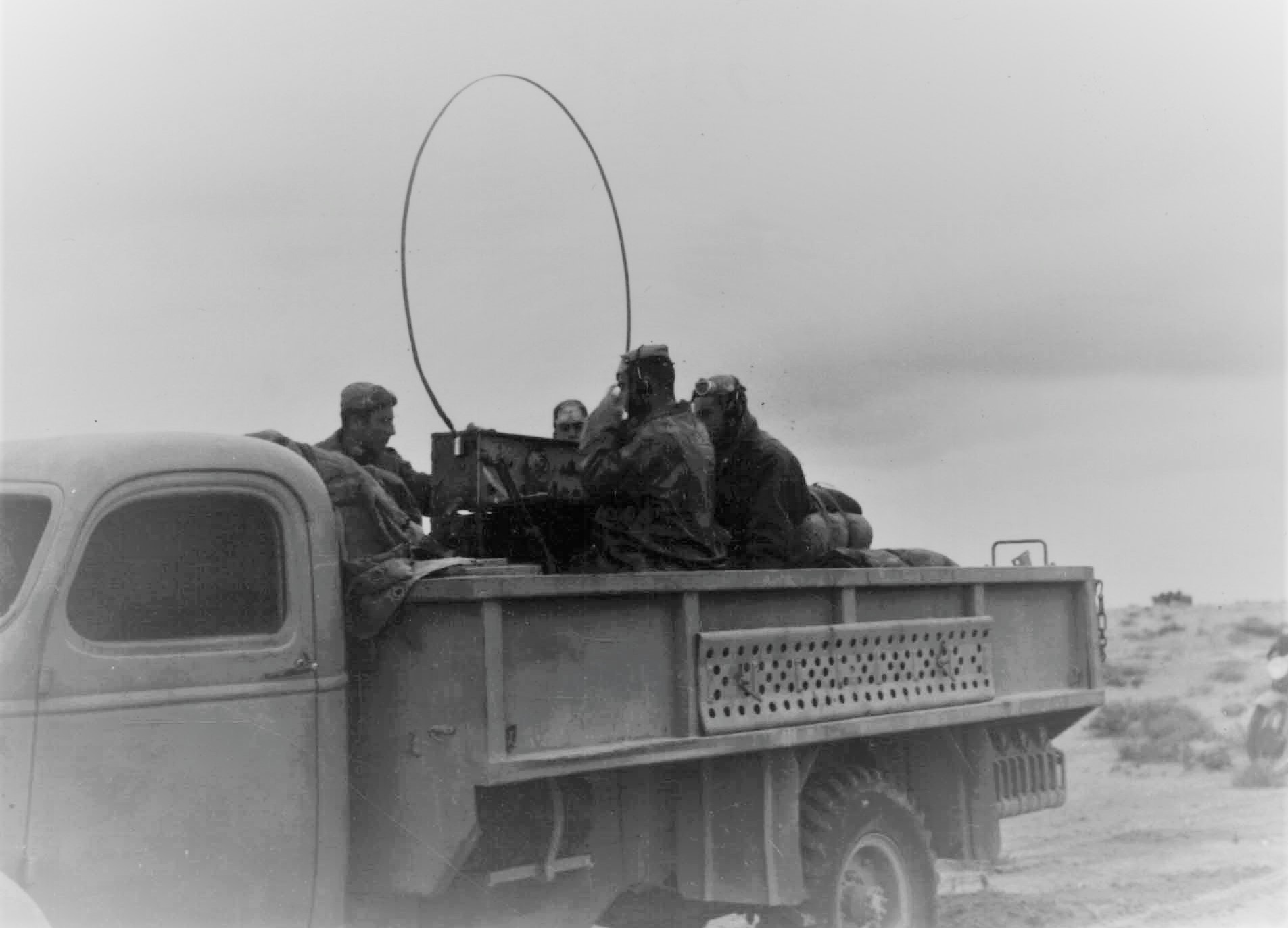
Militares italianos em um caminhão de rádio em Bir el-Gobi, em novembro de 1941.

Após esta ação, os carros blindados do 11º Hussardos retornaram à frente da brigada e, por volta das 12:00, avistaram a linha defensiva Bersaglieri a cerca de 4,5km ao sul de Bir el-Gubi.
Às 10h30, a 22ª Brigada Blindada, apoiada pelo fogo da Artilharia Real Montada, avançou com o 2º Royal Gloucestershire Hussars à direita e o 4º Condado de Londres Yeomanry à esquerda, enquanto o 3º Condado de Londres YeomanryCondado de Londres Yeomanry foi mantido na reserva. A primeira unidade italiana a ser engajada foi o III Batalhão de Apoio de Infantaria Bersaglieri; ainda não totalmente desdobrado, o batalhão foi sobrepujado pelos tanques do Esquadrão H/2, Royal Gloucestershire Hussars. Um pelotão de tanques M13/40 do IX Batalhão foi enviado para ajudar os Bersaglieri, mas foi destruído pela ação combinada dos Esquadrões G e H do 2º Royal Gloucestershire Hussars, estando o comandante do pelotão italiano entre os mortos. O Esquadrão F do 2º Royal Gloucestershire Hussars enfrentou o V Batalhão Bersaglieri, que, bem entrincheirado e apoiado pela artilharia MILMART, deteve o avanço britânico.
Os tanques britânicos então se reagruparam e os esquadrões F e G do 2º Royal Gloucestershire Hussars conseguiram romper a linha mantida pelo III Batalhão de Infantaria, abrindo caminho para o norte. A 4ª Cavalaria do Condado de Londres seguiu em direção às posições (ainda não fortificadas) mantidas pelo XII Batalhão Bersaglieri, mas o Esquadrão A, liderando o ataque, foi detido pelo fogo de artilharia italiana, enquanto o Esquadrão B tentou ultrapassar o flanco direito italiano, a fim de flanquear o batalhão Bersaglieri. Vários tanques britânicos conseguiram romper as fortalezas e isolaram o comando regimental, que se juntou ao XII Batalhão com dificuldade.
A situação se tornou desesperadora para os defensores italianos. Às 13h30, o 132º Regimento de Tanques iniciou um contra-ataque; a 1ª Companhia do VII Batalhão de Tanques, seguida de perto pela 2ª Companhia e por todo o VIII Batalhão (no total, 60 tanques italianos), foi enviada para o sul para atacar o 2º Royal Gloucestershire Hussars. Os tanques italianos atacaram fortemente os dois regimentos britânicos, eventualmente flanqueando-os e forçando-os a recuar. O Esquadrão C do 4º Condado de Londres Yeomanry foi enviado para tentar contornar as posições Bersaglieri, mas a tentativa foi interrompida pelo fogo dos canhões antitanque italianos e pelos caminhões de canhões da MILMART, que infligiram pesadas perdas às tropas britânicas.
O 3º Condado de Londres Yeomanry foi movido para cobrir o flanco direito do 2º Royal Gloucestershire Hussars, e conseguiu pegar de surpresa o pelotão de tanques italianos que havia flanqueado os Royal Gloucestershire Hussars no lado direito; os tanques britânicos derrotaram rapidamente os tanques italianos, então deixaram o Esquadrão B em formação defensiva para manter contato com o outro regimento, enquanto o comando regimental britânico avançava. Neste ponto, no entanto, a força britânica se deparou com as defesas antitanque Bersaglieri, que logo destruíram quatro tanques, incluindo o do comandante do regimento.
Às 16h30, o 2º Royal Gloucestershire Hussars foi forçado a recuar, sob pressão dos tanques italianos, e constantemente mantido sob fogo de canhões antitanque e caminhões de canhões. O 4º Condado de Londres Yeomanry também se retirou; o 3º Condado de Londres Yeomanry, que estava menos desgastado pela luta anterior, recebeu ordens às 16h50 para se reagrupar e tentar um novo ataque, mas as perdas sofridas induziram uma contraordem às 17h50. O ataque da 22ª Brigada Blindada falhou completamente.

## Consequências
A ação em Bir el-Gubi foi uma vitória impressionante para os italianos. Eles não apenas resistiram ao peso de uma grande ofensiva blindada britânica, mas também infligiram grandes danos ao atacante, mantendo o território que defendiam. Com suas forças inesperadamente amarradas às dos italianos, apenas uma unidade blindada com força total chegou a Sidi Rezegh. O Afrikakorps de Rommel posteriormente o esmagou. A batalha poderia ter sido diferente se os britânicos tivessem atacado o Afrikakorps com a força que haviam planejado. Isso marcou o fracasso do movimento britânico inicial na Operação Crusader, uma operação que mais tarde teria sucesso em forçar as forças ítalo-alemãs a recuar por meio de uma batalha de desgaste subsequente.

### Baixas e perdas
Do lado italiano, o 132º Regimento de Tanques perdeu 34 tanques (29 M13/40 e cinco tanques leves) e 132 homens (5 oficiais e 11 homens foram mortos, 5 oficiais e 45 homens ficaram feridos e um oficial e 65 homens estavam desaparecidos), enquanto o 8º Regimento Bersaglieri sofreu 9 mortos, 18 feridos e 17 desaparecidos  e o 132º Regimento de Artilharia teve seis feridos e perdeu um canhão e três veículos.

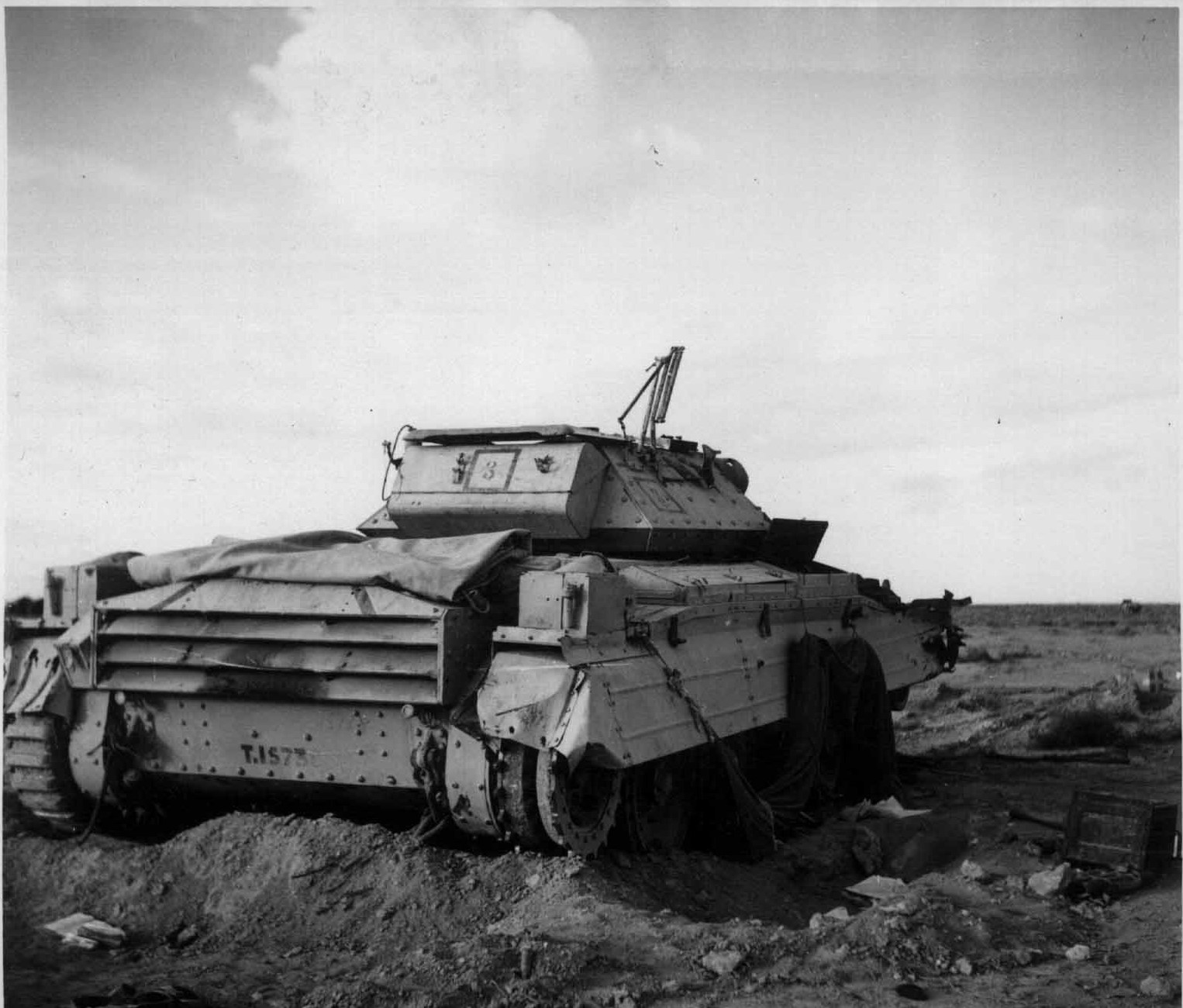
Um tanque britânico Crusader abandonado em Bir el-Gubi no inverno de 1941.

As perdas de tanques britânicos são um tanto debatidas; o 2º Royal Gloucestershire Hussars perdeu 30 tanques e 50 homens (11 mortos, 19 feridos e 20 desaparecidos), o 4º Condado de Londres Yeomanry perdeu oito tanques e 26 homens (4 mortos e 22 desaparecidos) e o 3º Condado de Londres Yeomanry relatou a perda de quatro tanques, seis homens mortos e um número não especificado de feridos. Quase todos os britânicos desaparecidos foram feitos prisioneiros. Algumas fontes, no entanto, afirmam que, enquanto os diários de guerra britânicos revelaram perdas precisas para o 2º Royal Gloucestershire Hussars e o 4º Condado de Londres Yeomanry, as perdas supostamente sofridas pelo 3º Condado de Londres Yeomanry estavam incompletas, pois todas estavam relacionadas a um único esquadrão, enquanto os diários de guerra não contêm informações sobre os outros esquadrões por vários dias. Correlli Barnett, em seu livro The Desert Generals, afirmou que as perdas de tanques britânicos em Bir elGubi totalizaram 52 tanques. Depois de Bir el-Gubi, a brigada relatou ter perdido 82 tanques, e outro relato afirmou que restavam apenas de 10 a 20 tanques em condições de combate. Esses números incluíam não apenas perdas no campo de batalha, mas também perdas de Crusaders durante os dois dias que antecederam a batalha, incluindo aquelas devido a problemas mecânicos.

### Análise
O ataque britânico foi realizado com os tanques Crusader sendo usados sem apoio de infantaria e apenas com apoio de artilharia de longo alcance. A Ariete, por outro lado, havia aprendido as táticas alemãs de coordenação entre tanques e infantaria enquanto treinava com as unidades Panzer do Afrikakorps nos meses anteriores e as colocou em prática em Bir el-Gubi.